# Irnes Škorić
Irnes Škorić (Banja Luka, 6 marzo 1992) è un giocatore di calcio a 5 sloveno.

## Carriera
All'età di 16 anni viene tesserato dal Litija che lo inserisce nel proprio settore giovanile. Nella stagione 2011-12 debutta in prima squadra realizzando inoltre le prime reti nella massima serie. Nel 2013 passa al KMN Sevnica dove nella prima stagione mette a segno 9 reti in 20 partite.